# Ricardo Reis
Ricardo Reis ('geboren' in 1887 in Porto, 'in het leven geroepen' op 12 juni 1914 en 'in leven gebleven' tot 15 november 1935) is een fictieve figuur uit de literatuur. Hij was een van de heteroniemen of alter ego's van de Portugese schrijver Fernando Pessoa (1888-1935).

## Reis in Pessoa's werk
Pessoa beschrijft Reis als volgt: "Ricardo Reis werd in 1887 in Porto geboren (ik herinner me niet de maand en de dag, maar ergens heb ik de gegevens); hij is arts en woonachtig in Brazilië". Hij gebruikte Reis voor een deel van zijn poëzie en gaf hem zijn specifieke karakter, stijl en opvattingen, zoals hij dat ook deed met zijn andere heteroniemen.  
Reis beziet het leven van een afstand, vraagt zich niets af en vindt dat het nietszeggend is. Reis is een moderne heiden die gelooft in de goden van de Griekse mythologie, maar leeft in het christelijk Europa. Hij moedigt aan de dag te plukken en het lot berustend te aanvaarden. Hij vindt het wijs niet te zoeken, omdat de zoeker in alles de afgrond en in zichzelf de twijfel vindt. In die zin heeft Reis veel gemeen met Alberto Caeiro, een ander heteroniem van Pessoa. Hij is zoals Caeiro een bucolisch dichter, maar wel een die gestudeerd heeft. Reis heeft een meer cerebrale poëzie, met voorbedachten rade en structuur en een bijzondere aandacht voor het correcte taalgebruik. In zijn poëzie zijn de voornaamste thema's de korte duur van het leven, de ijdelheid van welvaart en gevecht, het genot van eenvoudige pleziertjes, het geduld in kwade momenten en het vermijden van extremen.
Hij beschouwt zijn spirituele leven als beperkt en gelooft niet dat het ware geluk bereikt kan worden. Zijn stoïcijnse filosofie omvat onder meer het vermijden van pijn, het streven naar rust en kalmte en bovenal het vermijden van extreme emoties. Reis probeert zoveel mogelijk stoïcijns te blijven ("Er zijn wel deuren maar ik zit bij de drempel en ik laat ze"). Met zijn stoïcisme en zijn filosofie van abdicatie ("Doe afstand en wees koning van jezelf") en ataraxia (zoals Perzische schaakspelers die in tijden van chaos op hun spel geconcentreerd blijven) staat Reis dichter bij Pessoa's eigen constante rationaliteit en melancholisch verdriet door de vergetelheid der dingen. 

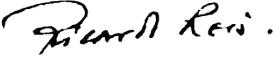
Handtekening van Ricardo Reis

Pessoa liet Ricardo Reis 'in leven' tot twee weken voor zijn eigen dood.

## Saramago
Het heteroniem is door de Portugese schrijver José Saramago (1922-2010) verwerkt in zijn roman Het jaar van de dood van Ricardo Reis (1984), een hommage aan Pessoa. Daarin is Reis uit Brazilië teruggekomen, kort ná Pessoa's dood waarover Alvaro de Campos, een ander heteroniem van Pessoa, hem heeft ingelicht. Hij dwaalt door Lissabon. Hij heeft ontmoetingen, onder meer met Pessoa (als geest, al ontkent die dat zelf), heeft een verhouding met het kamermeisje Lydia (de naam is een verwijzing naar zijn 'eigen' poëzie) en bespiegelt over de tijdgeest, die wordt bepaald door de Estado Novo van Salazar, de Spaanse Burgeroorlog en de opkomst van Nazi-Duitsland.